# Máximo Paz (político)
Máximo Alejandro Paz Cascallares (Buenos Aires, 15 de abril de 1851 -  íd., 7 de noviembre de 1931) fue un hacendado y político argentino, que ejerció el cargo de gobernador de la provincia de Buenos Aires entre 1887 y 1890.

## Biografía
Era hijo de Marcos Paz, un tucumano que sería gobernador de Córdoba y de Tucumán y vicepresidente de la Nación; su madre era la acaudalada estanciera Micaela Cascallares. Era primo del general y presidente Julio Argentino Roca.
A la muerte de su padre, en 1868, el presidente Bartolomé Mitre lo nombró oficial de la policía de la capital; hizo una larga carrera policial, llegando al grado de comisario a fines de la década del 70. Fue jefe de un batallón de voluntarios porteños durante la revolución de 1880. Más tarde fue secretario del Consejo Provincial de Educación y luego diputado nacional.
Su candidatura a gobernador fue promovida por el expresidente Roca, contra la candidatura oficialista de Nicolás Achával. De acuerdo a la versión del gobernador saliente, Carlos D'Amico, fue un premio por parte de Roca por tres traiciones que habría perpetrado Paz: a los revolucionarios del 80, a un proyecto revolucionario del entonces gobernador Dardo Rocha contra el presidente Roca, y a la elección de diputados nacionales rochistas en las elecciones de 1886.
La victoria de Paz marcó el principio del fin de las aspiraciones presidenciales de Dardo Rocha; también fue uno de los últimos acuerdos entre Roca y el presidente Miguel Juárez Celman. A medida que Roca y Juárez se distanciaban, Paz se alineó completamente con el presidente, mostrándose como su principal aliado, ya que ambicionaba ser el candidato juarista a la vicepresidencia de la Nación en la fórmula oficialista que encabezaría Ramón José Cárcano.
El 25 de noviembre de 1887 el gobierno provincial promulgó una ley fomentando la creación de centros agrícolas, es decir pueblos, que nuclearan colonias de productores con la finalidad de incrementar la producción agrícola. Poco antes de asumir su mandato había fallecido su madre, y el gobernador nombró uno de estos centros con su nombre: Micaela Cascallares.
Durante su gestión se incorporaron los partidos de Belgrano y Flores a la Capital Federal, además de Villa Devoto, que hasta entonces pertenecía al partido de San Martín.
También data de su gestión la fundación de la Universidad de La Plata, en ese momento provincial, pero luego nacionalizada. Se concluyeron las obras del Puerto de La Plata.
Propuso la privatización del Ferrocarril Oeste de Buenos Aires, que daba grandes ganancias a la provincia y favorecía la producción de la provincia, por razones puramente ideológicas. El precio pactado fue de 41 millones de pesos oro, equivalente a algo más de ocho millones de libras esterlinas; la enorme mayoría de ese dinero fue a parar a las arcas del Banco de la Provincia de Buenos Aires para otorgar créditos a baja tasa. Durante su gestión, el Banco otorgó numerosos préstamos sin respaldo, lo que lo dejaría la borde de la quiebra al final de su mandato; uno de los principales beneficiarios de esos préstamos era la propia firma Máximo Paz y Cía.
Lo sucedió su cuñado Julio A. Costa, casado con su hermana Agustina Paz. Posteriormente fue senador nacional, y apoyó enfáticamente la candidatura presidencial de Roque Sáenz Peña, hasta que esta fue abortada por la candidatura oficialista de su padre, Luis Sáenz Peña.
Falleció en Buenos Aires en 1931; sus restos descansan en el cementerio de la Recoleta de esa ciudad. Se había casado con Georgina Kent, de quien tuvo tres hijos: Máxima, Eva y José Máximo.
Dos localidades llevan su nombre, la primera en la provincia de Buenos Aires, perteneciente al partido de Cañuelas y la segunda en la provincia de Santa Fe, perteneciente al Departamento Constitución.